# Agrostis scabra
Espèce
Classification phylogénétique
Agrostis scabra ou Agrostis geminata ou Agrostis hyemalis est une herbe de la famille des Poaceae et de type tumbleweed.

## Habitat
Agrostis scabra est présente dans une grande partie de l'Amérique du Nord ainsi que dans la partie orientale de l'Asie comme en Corée. Elle a par ailleurs  été introduite dans d'autres parties du monde.Elle supporte de nombreux milieux qu'ils soient chaud et côtier ou froid et en altitude. Sa grande résistance au froid fait qu'on l'emploie pour réhabiliter des zones érodées en milieu alpin. Elle supporte également les sols pollués en soufre, en cuivre et en nickel.

## Description
Cette plante vivace atteint environ 75 centimètres et ses feuilles mesurent jusque 14 centimètres de long. Les inflorescences sont formées d'épillets mesurant chacun quelques millimètres.